# Рисанкизумаб
Рисанкизумаб — лекарственный препарат, моноклональное антитело. Одобрен для применения в Японии, Канаде, США (2019).

## Механизм действия
- ингибитор IL-23[3]

## Показания
- умеренная и тяжёлая форма бляшечного псориаза у пациентов, которым показана фототерапия или системная терапия.

## Способ применения
- подкожная инъекция